# 크리스 멧젠
크리스토퍼 빈센트 "크리스" 멧젠(Christopher Vincent "Chris" Metzen 크리스 메천[*], 1973년 9월 22일 ~ ) 은 블리자드 엔터테인먼트에서 빛나는 세 가지 수상 경력을 가진, 미국의 유명한 게임 개발자, 게임 디자이너, 예술가, 성우 및 작가이다. 멧젠은 미디어 프랜차이즈를 위한 허구의 세계관과 대본을 통해 작품 활동을 전개하며, 가끔 Thundergod이라는 필명으로 그가 구상한 작품에 대한 도서를 출판하기도 했다. 멧젠은 블리자드 엔터테인먼트에서 애니메이터이자 예술가로 고용하였으며, 그의 첫번째 작품은 비디오 게임 《Justice League Task Force》이다.
멧젠은 블리자드 엔터테인먼트의 스토리 및 프랜차이즈 개발 담당 수석 부사장이었으며, 작품 속 많은 인물에게 실제 음성을 부여하고 예술적 인물 디자인에 기여함으로써 회사 내의 프로젝트를 지원했다는 평가를 받는다. 블리자드 엔터테인먼트의 프로젝트 진행 외에도 멧젠은 개인적으로 가상 미국의 두 번째 남북 전쟁을 상상하여 소재로 삼은 미래지향적 그래픽 소설 시리즈를 저술했다. 이후 멧젠은 가족과 더 많은 시간을 보내고 싶다는 개인적 사유로 2016년 9월에 블리자드 엔터테인먼트를 은퇴했다.
그의 가장 최근 연구에서 멧젠은 필자 Flint Dille와 예술가인  Livio Ramondelli와 함께 그래픽소설 시리즈 《Transformers : Autocracy》, 《Transformers Monstrosity》를 공동 저술했다.

## 경력사항

### 블리자드 엔터테인먼트 입사
멧젠은 그의 작품을 본 친구의 추천으로 당시 Chaos Studios로 알고 있었던 블리자드 엔터테인먼트에 입사지원함으로서 경력을 시작했다. 멧젠은 당시 블리자드 엔터테인먼트에 대해서 정확히 알지 못했고, 자신이 비디오 게임 개발 부문이 아닌 그래픽 디자인 부문에 지원했는지 잘 모르겠다고 말했으나 회사는 그를 신속하게 채용했다.

### 워크래프트 시리즈(1994-1995년)
그가 블리자드 엔터테인먼트에서의 처음으로 했던 일은 비디오 게임 《Justice League Task Force》의 캐릭터 애니메이션 제작이었다. 같은 시기에 멧젠은 1994년 《워크래프트 : 오크(Orc)와 인간(Human)》에 삽화 및 게임 관련 문서화 작업에 기여했다. 이처럼 멧젠의 작품활동은 블리자드 엔터테인먼트의 최신 비디오 게임의 기본 매뉴얼 디자인과 일러스트레이션 및 컨셉 아트에 자주 포함된다. 이후 1995년 《워크래프트 II: 타이드 오브 다크니스》에서 그의 능력을 증명함으로써 《워크래프트》 시리즈 게임을 개발하는 멧젠의 비중이 크게 증가하였고, 이를 통해 그는 게임의 다양한 시나리오와 퀘스트를 설계하는 것 외에도 게임 내 판타지 기반 허구 세계관 자체를 작업할 수 있는 기회를 얻을 수 있었다.

### 디아블로, 스타크래프트 시리즈(1996-2001년)
1996년 블리자드 엔터테인먼트는 두번째 주요 미디어 프랜차이즈로 롤플레잉 게임인 《디아블로》를 출시했다. 《디아블로》의 가상 세계는 멧젠과 동료 디자이너 Bill Roper를 중심으로 만들어졌으며, 종종 멧젠은 게임 내 일부 캐릭터를 위해 성우로써 음성을 제공했다. 이후에도 멧젠은 종종 회사의 최신 비디오 게임을 위해 성우로써 자신의 목소리를 제공했다. 1998년 멧젠은 과학 소설 전략 게임 《스타크래프트》에서 총괄 디자이너의 역할을 수행했다. 동료 James Phinney와 함께 멧젠은 게임의 광범위한 스토리와 대본을 제작하였고, 게임의 음성 캐스팅을 조직했다. 1999년 멧젠은 블리자드 엔터테인먼트의 직원 샘 무어Sam Moore와 함께 《스타크래프트》의 세계관 우주에 관한 단편 소설을 집필했다. 계시록틀:Revelations이라는 제목의 이 이야기는 샘와이즈 디디에틀:Samwise Didier의 표지 삽화와 함께 Amazing Stories의 봄 시즌 호에 실렸다. 2000년 《디아블로 II》를 통해 《디아블로》 시리즈로 복귀한 멧젠은 게임의 스토리, 대본 및 삽화 작업에 참여했다. 2001년 그는 《워크래프트》 세계관 기반의 소설 시리즈 《피와 명예》를 발표했다.

### 월드 오브 워크래프트(2002년)
2002년 멧젠은 블리자드의 최신 비디오 게임 시리즈의 창의적 게임 디렉터로써 《워크래프트 III: 레인 오브 카오스》의 메인 컨셉 스토리와 스크립트를 제공했다. 2004년 대규모 멀티 플레이 온라인 롤플레잉 게임 《월드 오브 워크래프트》에서의 멧젠의 작업은 초기 작품보다 광범위하지는 않다는 평가를 받았지만, 그는 여전히 스크립트 작성과 삽화 및 작업에 기여하였다.

### Soldier: 76(2005년)
2005년 초 멧젠은 블리자드 엔터테인먼트의 프로젝트와 관련성 없는 그래픽 소설 시리즈를 작업 중이라고 발표했다. 《Soldier : 76》이라는 제목의 이 시리즈는 2010년 두 번째 미국 내전으로 미국 및 세계의 테러 위협이 전반적으로 증가하고 지방 주 정부의 권한보다 미국 연방 정부의 권력이 증가한 배경으로 설정되었다. 멧젠은 이 시리즈의 대본을 집필했으며, 브라질의 예술가 Max Velati가 소설의 삽화를 담당했다. 《[[Soldier : 76]》은 이후 블리자드 엔터테인먼트의 온라인 1인칭 슈팅 게임 《오버워치》에서 2016년 5월에 출시된 캐릭터에 반영된다.

### Transformers 시리즈(2005년 이후)
《Soldier : 76》 집필 이후, 멧젠은 Flint Dille 작가, 예술가  Livio Ramondelli와 함께 약 12주간 격주 디지털 만화 시리즈 《Transformers : Autocracy》를 제작했다. 이 시리즈는 IDW Publishing 출판사에 의해 2012년에 출판되었다. 시리즈는 대전 전 직전의 시대에 초점을 맞추었는데, 이는 메가 트론 기원(Megatron Origin) 이후 설정되었으며 디셉티콘을 확립된 힘으로 제시하여 주로 테트 모스트 조치를 통해 사이버 트론에 대한 반대 의견을 제시한다는 평가를 받았다. 이 시리즈는 오리온 팍스(Orion Pax) 오토봇 사령관에게 초점을 맞추고 있다.《Transformers : Autocracy》는 2012년 7월에 수집된 Trade Paperback을 통해 배포됨으로써 멧젠에게 보너스를 주었다. 현재까지도 같은 팀이 《Transformers : Autocracy》시리즈의 후속 작업을 하고 있다고 밝혀졌다.

### 영화배우로서의 멧젠(2016년)
멧젠은 2016년 《워크래프트》시리즈를 기반으로 한 실사 영화 《Warcraft》에서 스톰윈드의 터번 향수 공급 업체의 카메오로 출연했다.

### 블리자드 엔터테인먼트 퇴사(2016년)
이후 멧젠은 2016년 9월 12일에 그의 생애 중 거의 23년 동안 함께했던 블리자드 엔터테인먼트에서 퇴직하겠다는 입장을 발표했다.

## 생애
지난 2013년 4월 21일, 멧젠은 오랜 기간의 연애과정을 거쳐 자신의 여자친구였던 Kat Hunter와 결혼했다. Kat Hunter는 블리자드 엔터테인먼트의 라이센스 프로젝트 매니저로 밝혀졌다. 그들은 결혼한 후 3명의 아이를 가졌다.

## 예술적 영향

### 유년시절
멧젠은 12세 때 처음으로 만화를 그리기 시작했는데, 실은 약 6세부터 그림에 대해 관심을 가지고 있었다고 한다. 멧젠은 한 인터뷰를 통해 자신이 유년시절부터 가지고 있었던 습관들 중 하나인 "만화책을 구입하는 데 일주일에 평균 35달러 소비하기" 습관을 여전히 지키고 있다고 밝혔다.

### 예술적 영감
멧젠은 Dungeons & Dragons의 열렬한 팬으로서, 자신의 공상과학과 판타지 문학 작품은 대다수 Dragonlance 소설 및 Star Wars에서 영감을 얻었으며, 예술가 월트 시몬손과 키스 파킨슨을 자신의 예술적 뮤즈로 지명했다.

### 스스로의 평가
멧젠은 월트 시몬손과 Jim Lee 특유의 연필 스타일에 큰 영향을 받았으며, 자신의 예술적인 작품이 그들의 면모를 닮았다고 밝혔다. 또한 멧젠은 래리 엘모어와 키스 파킨슨의 판타지 의상에 대한 드로윙, 주제와 일반적인 느낌을 선호한다고 덧붙였다. 이러한 예술 외에도 멧젠은 대중 음악과 록 음악, 나이트 클럽, 경주용 비포장 도로용 오토바이에 관심이 많다.

## 작품

### 비디오 게임
- 디아블로 - 스켈레톤 킹
- 스타크래프트 - 마린, 배틀크루져, 고스트
- 워크래프트 III: 레인 오브 카오스 - 스랄
- 워크래프트 III: 프로즌 쓰론 - 스랄, 볼진
- 월드 오브 워크래프트 - 스랄, 볼진, 오크, 네파리안, 라그나로스, 영혼약탈자 학카르
- 월드 오브 워크래프트: 불타는 성전 - 스랄, 볼진
- 월드 오브 워크래프트: 리치 왕의 분노 - 스랄, 볼진, 바리안 린, 죽음인도자 사울팽, 드래노쉬 사울팽, 브론잠
- 스타크래프트 II: 자유의 날개 - 마린, 배틀크루져
- 월드 오브 워크래프트: 대격변 - 스랄, 볼진, 바리안 린, 네파리안, 라그나로스, 영혼약탈자 학카르
- 월드 오브 워크래프트: 판다리아의 안개 - 스랄, 비전주술사 마라카, 폭풍군주 나락크, 세상의 파괴자 진로크
- 스타크래프트 II: 군단의 심장 - 마린, 배틀크루져
- 히어로즈 오브 더 스톰 - 스랄, 바리안 린
- 스타크래프트 II: 공허의 유산 - 마린, 배틀크루져
- 월드 오브 워크래프트: 군단 - 스랄, 바리안 린
- 오버워치 - 바스티온